# Tropical house
Tropical house, ook wel trop house genoemd, is een stijl van hedendaagse popmuziek, met elementen van dancehall en balearic beat. Artiesten van het genre zijn vaak te zien op verschillende zomerfestivals zoals Tomorrowland.

## Kenmerken
Kenmerken van tropical house zijn niet eenduidig maar bevatten bijna allemaal klanken van de saxofoon, steelpan, marimba, gitaar, panfluit, piano en keyboard. De percussie wordt vaak in een vierkwartsmaat met de bassdrum op elke tel gespeeld. Het tempo van de muzieknummers is doorgaans tussen 100 en 125 beats per minute (bpm).

## Artiesten in het genre
- Alex Adair
- Jonas Blue
- Cheat Codes
- Sam Feldt
- Avicii
- Felix Jaehn
- Klangkarussell
- Klingande

- Kygo
- Lost Frequencies
- Matoma
- Robin Schulz
- Mike Perry
- Alan Walker
- Filous